# Toxorhynchites violaceus
Toxorhynchites violaceus är en tvåvingeart som först beskrevs av Christian Rudolph Wilhelm Wiedemann 1820.  Toxorhynchites violaceus ingår i släktet Toxorhynchites och familjen stickmyggor. Inga underarter finns listade i Catalogue of Life.